# 魯迅紀念館

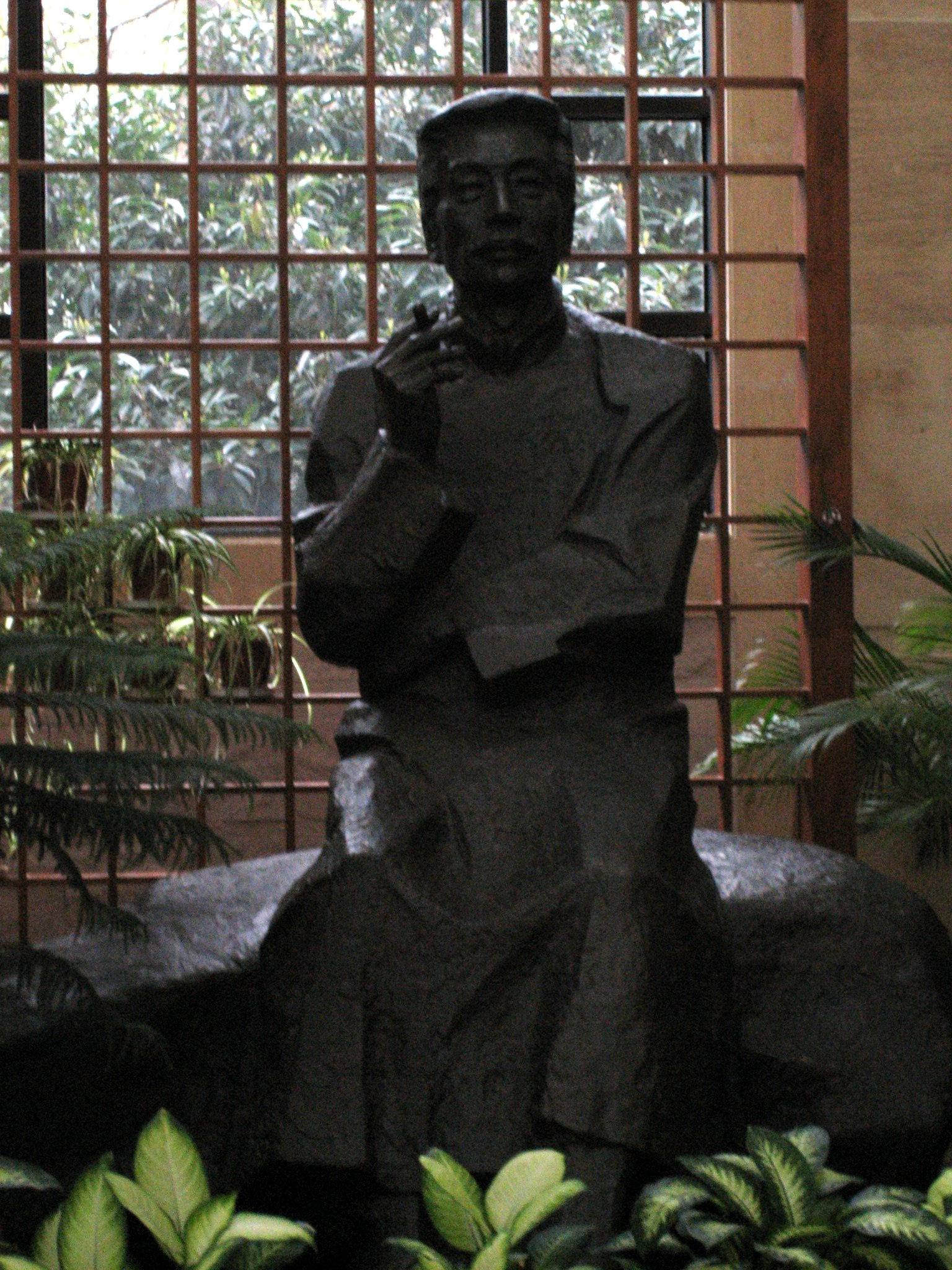
館内にある魯迅の銅像

魯迅紀念館（ろじんきねんかん、簡体字中国語: 鲁迅纪念馆、拼音: Lŭxùn Jìniànguăn、英: LuXun Museum）は、中華人民共和国上海市虹口区四川北路2288号の魯迅公園内に位置する、中国の文学者魯迅をテーマにした博物館である。なお、北京にも魯迅に関する類似の施設が存在するため、上海魯迅紀念館とも称される。

## 概要
当初、魯迅紀念館は魯迅が死の間際に住んでいた上海・大陸新村（大陸新邨）の住居（上海魯迅故居）で1933年4月11日から1936年10月19日まで開かれていた。現在地で開館したのは1951年1月7日である。特定の人物を顕彰する性格の紀念館（日本語では記念館）としては新中国になってはじめてであった。魯迅に関係する文献資料が20万件余り収蔵されており、その中には魯迅の原稿や書画などのほか、魯迅が愛用していた生活用品も含まれている。
また紀念館はこれらの収蔵品の展示と管理のほか、魯迅に関する研究や魯迅公園にある魯迅墓や魯迅故居（魯迅が生活していた家）の管理も担っている。現在の建物は1998年8月1日にオープンしたものである。

## 備考
- 館内にある魯迅関連の書物を販売する売店は2階展示室にあるが、売店の名称は上海租界にあった魯迅と親交があった日本人が経営していた「内山書店」である。